# AC Sparta Praha 2020/2021
Tento článek se podrobně zabývá všemi událostmi ve fotbalovém klubu AC Sparta Praha v sezoně 2020/21 a jeho působení v 1. lize, MOL Cupu a Evropské lize. Sparta se v předchozím ročníku umístila na 3. místě a díky vítězství v poháru si zajistila start ve skupinové části Evropské ligy.
Poznámka o Ladislavech Krejčích: V sekcích Soupiska a Statistiky jsou hráči rozlišeni podle roku narození. V rozpisech zápasů takto – Ladislav Krejčí (1992) je označen jako „(Ladislav) Krejčí I“ a Ladislav Krejčí (1999) jako „(Ladislav) Krejčí II“.

## Sezona
Ještě před koncem předchozí sezony, která se kvůli pandemii covidu-19 protáhla až do července, do Sparty přestoupili slovenský brankář Dominik Holec ze Žiliny a bulharský útočník Martin Minčev z PFK Černo More Varna. Po sezoně Kayovi a Mandjeckovi vypršela smlouva a odešli jako volní hráči. Dne 14. července ve Spartě skončil legendární zimbabwský obránce Costa, který ve Spartě působil sedm let, vyhrál zde titul, Superpohár a dva poháry. Dále po pěti letech v klubu skončil Martin Frýdek a svoji hráčskou kariéru ukončil David Bičík, který se spolu s Michalem Špitem stal trenérem brankářů a nahradili tak Maria Galinoviće, který v klubu na vlastní žádost skončil. Na hostování do Mladé Boleslavi odešli Zahustel, Drchal a Kulhánek. Kontroverzní záležitostí byly události spojené s koncem smlouvy gabonského záložníka Guélora Kangy. Velmi kontroverzní hráč, který byl fanoušky milován pro své výkony i nenáviděn pro své chování zejména z počátku svého angažmá, požadoval dvouletou smlouvu, kterou mu ovšem sportovní ředitel Tomáš Rosický nechtěl přímo poskytnout. Rosický situaci zhodnotil takto: „Za dva a půl roku, co Kanga v našem klubu působil, splňoval vše, jak bychom si představovali, ať už na hřišti i mimo něj, jen poslední tři měsíce před vypršením smlouvy. Respektoval týmová pravidla, dodržoval pokyny trenéra. Pak je to hráč, kterého tu chceme. S ohledem na tento fakt a po zkušenostech s ním jsme vyhodnotili, že naší společnou cestou může být jen kontrakt, který bude hráče od samého začátku motivovat k tomu, aby nadále splňoval tato kritéria. Proto jsme navrhli model: hraješ, plníš úkoly trenéra, jsi disciplinovaný, máš dvouletý kontrakt. Takovou délku nové smluvní spolupráce si sám Kanga představoval. Tento model byl ale zároveň nastavený takto: nejsi disciplinovaný, nerespektuješ spoluhráče a kouče, pak nehraješ a budeš tu s námi jen rok.“. Na tuto nabídku ale Kanga nepřistoupil a v klubu skončil. Na konci července se Spartou podepsal tříletou smlouvu reprezentační stoper Ondřej Čelůstka. Další velmi sledovanou záležitostí byla budoucnost stopera Dávida Hancka. Ve smlouvě s Fiorentinou byla výstupní klauzule ve výši šesti milionů eur, na kterou Sparta ale nepřistoupila, a začala s Fiorentinou jednat. Po dlouhých jednáních se obě strany dohodly na dalším ročním hostování slovenského reprezentanta. V srpnu Sparta odcestovala na soustředění do rakouského Bad Kleinkirchheimu, kde se utkala s několika zahraničními soupeři. Do přípravy se zapojil i Ladislav Krejčí, který se vrátil do Sparty po čtyřech letech strávených v Itálii. Vznikla tak velmi zajímavá a neobvyklá situace – ve sparťanském kádru jsou dva hráči téhož jména, které neváže žádný příbuzenský vztah. Do přípravy naopak nezasáhl srbský stoper Uroš Radaković, který po ročním hostování v ruském Orenburgu zamířil na půlroční hostování s opcí do FC Astana. Na roční hostování do tureckého Yeni Malatyasporu odešel Benjamin Tetteh.

## Soupiska
| Číslo | Pozice | Nár.      | Hráč                   | Datum narození a věk       | AC Sparta Praha | AC Sparta Praha | AC Sparta Praha | AC Sparta Praha |
| Číslo | Pozice | Nár.      | Hráč                   | Datum narození a věk       | 2020/21         | 2020/21         | Celkem          | Celkem          |
| Číslo | Pozice | Nár.      | Hráč                   | Datum narození a věk       | Z               | G               | Z               | G               |
| ----- | ------ | --------- | ---------------------- | -------------------------- | --------------- | --------------- | --------------- | --------------- |
| 1     | B      | Rumunsko  | Florin Niță            | 3. července 1987 (37 let)  | 30              | 0               | 87              | 0               |
| 3     | O      | Česko     | Ondřej Čelůstka        | 18. června 1989 (35 let)   | 32              | 1               | 32              | 1               |
| 5     | O      | Česko     | Dominik Plechatý       | 18. května 1999 (25 let)   | 16              | 0               | 21              | 0               |
| 6     | Z      | Česko     | Filip Souček           | 18. září 1999 (25 let)     | 23              | 1               | 23              | 1               |
| 7     | Ú      | Švédsko   | David Moberg Karlsson  | 20. března 1994 (30 let)   | 35              | 12              | 74              | 21              |
| 8     | Z      | Česko     | David Pavelka          | 18. května 1991 (33 let)   | 33              | 2               | 46              | 3               |
| 9     | Z      | Česko     | Ladislav Krejčí (1992) | 5. července 1992 (32 let)  | 27              | 5               | 216             | 44              |
| 10    | Z      | Česko     | Bořek Dočkal           | 30. září 1988 (36 let)     | 40              | 5               | 206             | 38              |
| 11    | Ú      | Bulharsko | Martin Minčev          | 22. dubna 2001 (23 let)    | 21              | 0               | 21              | 0               |
| 13    | O      | Česko     | David Lischka          | 15. srpna 1997 (27 let)    | 10              | 0               | 25              | 0               |
| 15    | O      | Česko     | Matěj Hanousek         | 2. června 1993 (31 let)    | 30              | 0               | 80              | 3               |
| 16    | Z      | Česko     | Michal Sáček           | 19. září 1996 (28 let)     | 35              | 0               | 149             | 3               |
| 18    | Ú      | Česko     | Libor Kozák            | 30. května 1989 (35 let)   | 16              | 4               | 54              | 22              |
| 19    | O      | Slovensko | Lukáš Štetina          | 28. července 1991 (33 let) | 2               | 0               | 70              | 3               |
| 20    | Ú      | Česko     | Adam Hložek            | 25. července 2002 (22 let) | 23              | 15              | 85              | 28              |
| 22    | Ú      | Srbsko    | Srđan Plavšić          | 3. prosince 1995 (29 let)  | 30              | 3               | 100             | 10              |
| 24    | Ú      | Česko     | Matěj Polidar          | 20. prosince 1999 (25 let) | 19              | 3               | 19              | 3               |
| 25    | Z      | Česko     | Michal Trávník         | 17. května 1994 (30 let)   | 26              | 0               | 60              | 0               |
| 27    | O      | Česko     | Filip Panák            | 2. listopadu 1995 (29 let) | 0               | 0               | 0               | 0               |
| 28    | O      | Česko     | Tomáš Wiesner          | 17. července 1997 (27 let) | 18              | 4               | 26              | 4               |
| 29    | B      | Česko     | Milan Heča             | 23. března 1991 (33 let)   | 14              | 0               | 54              | 0               |
| 32    | O      | Norsko    | Andreas Vindheim       | 4. srpna 1995 (29 let)     | 22              | 1               | 47              | 3               |
| 33    | O      | Slovensko | Dávid Hancko           | 13. prosince 1997 (27 let) | 28              | 7               | 53              | 10              |
| 36    | Z      | Česko     | Adam Karabec           | 2. července 2003 (21 let)  | 31              | 3               | 41              | 4               |
| 37    | Z      | Česko     | Ladislav Krejčí (1999) | 20. dubna 1999 (25 let)    | 28              | 11              | 57              | 11              |
| 39    | Ú      | Česko     | Lukáš Juliš            | 2. prosince 1994 (30 let)  | 33              | 17              | 117             | 30              |
| 41    | O      | Česko     | Martin Vitík           | 21. ledna 2003 (22 let)    | 21              | 0               | 21              | 0               |
| 42    | Ú      | Česko     | Ondřej Novotný         | 5. února 1998 (27 let)     | 4               | 0               | 4               | 0               |
|       | Z      | Česko     | Jan Fortelný           | 19. ledna 1999 (26 let)    | 2               | 0               | 2               | 0               |
|       | O      | Srbsko    | Uroš Radaković         | 31. března 1994 (30 let)   | 0               | 0               | 34              | 2               |
|       | O      | Česko     | Ondřej Zahustel        | 18. června 1991 (33 let)   | 0               | 0               | 80              | 6               |
| 52    | Z      | Česko     | Vojtěch Patrák         | 18. března 2000 (25 let)   | 1               | 0               | 2               | 0               |
| 77    | B      | Slovensko | Dominik Holec          | 28. července 1994 (30 let) | 0               | 0               | 0               | 0               |

Poznámky
- Zápasy – Liga, MOL Cup, Evropské poháry
- Kurzívou mají číslo hráči, kteří odešli v průběhu sezony

### Příchody
Letní přestupy
| Pozice | Nár.      | Hráč                   | Datum narození a věk       | Předchozí tým              | Pozn.           |
| ------ | --------- | ---------------------- | -------------------------- | -------------------------- | --------------- |
| B      | Slovensko | Dominik Holec          | 28. července 1994 (30 let) | MŠK Žilina                 | Přestup         |
| Ú      | Bulharsko | Martin Minčev          | 22. dubna 2001 (23 let)    | PFK Černo More Varna       | Přestup         |
| O      | Česko     | Ondřej Čelůstka        | 18. června 1989 (35 let)   | Antalyaspor                | Přestup         |
| Z      | Česko     | Ladislav Krejčí (1992) | 5. července 1992 (32 let)  | Bologna FC 1909            | Přestup         |
| Z      | Česko     | David Pavelka          | 18. května 1991 (33 let)   | Kasımpaşa SK               | Přestup         |
| O      | Česko     | Dominik Plechatý       | 18. května 1999 (25 let)   | FK Jablonec                | Konec hostování |
| O      | Srbsko    | Uroš Radaković         | 31. března 1994 (30 let)   | FK Orenburg                | Konec hostování |
| Ú      | Česko     | Matěj Polidar          | 20. prosince 1999 (25 let) | 1. FK Příbram              | Konec hostování |
| O      | Česko     | Ondřej Zahustel        | 18. června 1991 (33 let)   | 1. FC Slovácko             | Konec hostování |
| Ú      | Česko     | Lukáš Juliš            | 2. prosince 1994 (30 let)  | SK Sigma Olomouc           | Konec hostování |
| Z      | Česko     | Filip Souček           | 16. září 1999 (25 let)     | SFC Opava                  | Konec hostování |
| O      | Česko     | Tomáš Wiesner          | 17. července 1997 (27 let) | FK Mladá Boleslav          | Konec hostování |
| Z      | Česko     | Jiří Kulhánek          | 5. března 1996 (29 let)    | SK Dynamo České Budějovice | Konec hostování |
| Z      | Česko     | Jan Fortelný           | 19. ledna 1999 (26 let)    | FC Vysočina Jihlava        | Konec hostování |
| Z      | Česko     | Christián Frýdek       | 1. února 1999 (26 let)     | FC Hradec Králové          | Konec hostování |
| B      | Česko     | Hugo Jan Bačkovský     | 10. října 1999 (25 let)    | FC Sellier & Bellot Vlašim | Konec hostování |
| B      | Česko     | Jan Čtvrtečka          | 14. prosince 1998 (26 let) | FK Pardubice               | Konec hostování |
| O      | Česko     | Václav Dudl            | 22. září 1999 (25 let)     | FK Viktoria Žižkov         | Konec hostování |
| B      | Česko     | Vojtěch Vorel          | 18. června 1996 (28 let)   | FK Senica                  | Konec hostování |

Zimní přestupy
| Pozice | Nár.   | Hráč            | Datum narození a věk     | Předchozí tým     | Pozn.           |
| ------ | ------ | --------------- | ------------------------ | ----------------- | --------------- |
| O      | Česko  | Ondřej Zahustel | 18. června 1991 (33 let) | FK Mladá Boleslav | Konec hostování |
| O      | Srbsko | Uroš Radaković  | 31. března 1994 (30 let) | FC Astana         | Konec hostování |
| Z      | Česko  | Jan Fortelný    | 19. ledna 1999 (26 let)  | FK Teplice        | Konec hostování |
| Z      | Česko  | Jiří Kulhánek   | 5. března 1996 (29 let)  | FK Mladá Boleslav | Konec hostování |
| Ú      | Česko  | Matyáš Kozák    | 4. května 2001 (23 let)  | FK Teplice        | Konec hostování |

### Odchody
Letní přestupy
| Pozice | Nár.     | Hráč               | Datum narození a věk       | AC Sparta Praha | AC Sparta Praha | Nový tým                   | Pozn.           |
| Pozice | Nár.     | Hráč               | Datum narození a věk       | Z               | G               | Nový tým                   | Pozn.           |
| ------ | -------- | ------------------ | -------------------------- | --------------- | --------------- | -------------------------- | --------------- |
| Ú      | Česko    | Martin Graiciar    | 11. dubna 1999 (25 let)    | 9               | 0               | ACF Fiorentina             | Konec hostování |
| O      | Turecko  | Semih Kaya         | 24. února 1991 (34 let)    | 33              | 2               | Yeni Malatyaspor           | Konec smlouvy   |
| Z      | Kamerun  | Georges Mandjeck   | 9. prosince 1988 (36 let)  | 31              | 0               | Waasland-Beveren           | Konec smlouvy   |
| O      | Zimbabwe | Costa              | 6. ledna 1986 (39 let)     | 203             | 15              | Kerala Blasters FC         | Konec smlouvy   |
| B      | Česko    | Vojtěch Vorel      | 18. června 1996 (28 let)   | 0               | 0               | SK Dynamo České Budějovice | Hostování       |
| Z      | Česko    | Martin Frýdek      | 24. března 1992 (32 let)   | 147             | 10              | FC Luzern                  | Konec smlouvy   |
| Ú      | Česko    | Václav Drchal      | 25. července 1999 (25 let) | 18              | 5               | FK Mladá Boleslav          | Hostování       |
| O      | Česko    | Ondřej Zahustel    | 18. června 1991 (33 let)   | 80              | 6               | FK Mladá Boleslav          | Hostování       |
| Z      | Česko    | Jiří Kulhánek      | 5. března 1996 (29 let)    | 17              | 0               | FK Mladá Boleslav          | Hostování       |
| Ú      | Česko    | Matyáš Kozák       | 4. května 2001 (23 let)    | 0               | 0               | FK Teplice                 | Hostování       |
| Z      | Gabon    | Guélor Kanga       | 1. září 1990 (34 let)      | 81              | 31              | FK Crvena Zvezda           | Konec smlouvy   |
| O      | Srbsko   | Uroš Radaković     | 31. března 1994 (30 let)   | 34              | 2               | FC Astana                  | Hostování       |
| B      | Česko    | Hugo Jan Bačkovský | 10. října 1999 (25 let)    | 0               | 0               | Bohemians Praha 1905       | Hostování       |
| O      | Česko    | Lukáš Hušek        | 25. října 2000 (24 let)    | 0               | 0               | FK Pardubice               | Hostování       |
| Ú      | Ghana    | Benjamin Tetteh    | 10. července 1997 (27 let) | 75              | 19              | Yeni Malatyaspor           | Hostování       |
| Z      | Česko    | Jan Fortelný       | 19. ledna 1999 (26 let)    | 2               | 0               | FK Teplice                 | Hostování       |

Zimní přestupy
| Pozice | Nár.      | Hráč           | Datum narození a věk       | AC Sparta Praha | AC Sparta Praha | Nový tým            | Pozn.     |
| Pozice | Nár.      | Hráč           | Datum narození a věk       | Z               | G               | Nový tým            | Pozn.     |
| ------ | --------- | -------------- | -------------------------- | --------------- | --------------- | ------------------- | --------- |
| B      | Česko     | Jan Čtvrtečka  | 14. srpna 1998 (26 let)    | 0               | 0               | FK Teplice          | Hostování |
| Z      | Česko     | Jiří Kulhánek  | 5. března 1996 (29 let)    | 17              | 0               | SFC Opava           | Hostování |
| Z      | Česko     | Vojtěch Patrák | 18. března 2000 (25 let)   | 2               | 0               | FC Vysočina Jihlava | Hostování |
| B      | Slovensko | Dominik Holec  | 28. července 1994 (30 let) | 0               | 0               | Raków Częstochowa   | Hostování |

Jiné
| Pozice | Nár.  | Hráč        | Datum narození a věk    | AC Sparta Praha | AC Sparta Praha | Nový tým | Pozn.         |
| Pozice | Nár.  | Hráč        | Datum narození a věk    | Z               | G               | Nový tým | Pozn.         |
| ------ | ----- | ----------- | ----------------------- | --------------- | --------------- | -------- | ------------- |
| B      | Česko | David Bičík | 4. června 1981 (43 let) | 79              | 0               | —        | Konec kariéry |

## Liga

### Přehled
| 0        | 1 | 2 | 3 | 4 | 5 | 6 | 7 | 8 | 9 | 10 | 11 | 12 | 13 | 14 | 15 | 13 | 16 | 17 | 18 | 19 | 20 | 21 | 22 | 21 | 23 | 24 | 25 | 26 | 22 | 27 | 28 | 29 | 30 | 31 | 23 | 32 | 33 | 34 |
| -------- | - | - | - | - | - | - | - | - | - | -- | -- | -- | -- | -- | -- | -- | -- | -- | -- | -- | -- | -- | -- | -- | -- | -- | -- | -- | -- | -- | -- | -- | -- | -- | -- | -- | -- | -- |
| Výsledek | V | V | V | V | V | V | P | P | V | P  | V  | V  | x  | R  | R  | V  | V  | P  | V  | V  | V  | x  | x  | V  | x  | R  | V  | P  | P  | V  | R  | V  | R  | V  | V  | V  | V  | V  |
| Pozice   | 3 | 2 | 1 | 1 | 1 | 1 | 2 | 2 | 2 | 2  | 2  | 2  | 2  | 3  | 3  | 3  | 3  | 3  | 2  | 2  | 2  | 2  | 2  | 2  | 2  | 2  | 2  | 2  | 3  | 2  | 3  | 3  | 3  | 3  | 2  | 2  | 2  | 2  |

### Zápasy
| 1 22. srpna 2020 | FC Zbrojovka Brno                                            | 1 : 4  | AC Sparta Praha | MFS Srbská, Brno                                                                                       |  |
| 19:30 | Ondřej Pachlopník 41' Peter Štepanovský 58' Jakub Černín 71' | [ 18 ] | 4' Andreas Vindheim 11' Lukáš Juliš 16' Ondřej Čelůstka 30' Bořek Dočkal 35' Bořek Dočkal 44' Ladislav Krejčí II 68' Michal Sáček 90' Lukáš Štetina | Diváci: 2 500 Rozhodčí: Pavel Franěk AR: Pavel Vlasjuk, Matěj Vlček VAR: Zbyněk Proske AVAR: Jan Paták |  |
| Poznámky: AC Sparta Praha: Heča – Lischka, Čelůstka, Štetina – Hanousek, Dočkal (C) (90.+1. Souček), Sáček, Krejčí II (77. Trávník), Vindheim (90. Plechatý) – Hložek (90. Karabec), Juliš (77. Kozák). Trenér Kotal FC Zbrojovka Brno: Floder – Moravec, Endl (46. Černín), Šural, Štepanovský (C) – Fousek (69. Hladík), Sedlák, Čermák (46. Vaněk), Pachlopník (75. Koudelka) – Růsek, Přichystal (75. Vintr). Trenér Machálek |                                                              |        | | |  |

| 2 30. srpna 2020 | AC Sparta Praha                                                   | 3 : 0  | SK Sigma Olomouc                                                       | Letná, Praha                                                                                       |  |
| 19:00 | Lukáš Štetina 18' Lukáš Juliš 37' Lukáš Juliš 45' Libor Kozák 89' | [ 19 ] | 23' Martin Hála 33' Lukáš Greššák 62' Pablo González 82' Dominik Radić | Diváci: 4 613 Rozhodčí: Pavel Orel AR: Petr Blažej, David Hock VAR: Ondřej Berka AVAR: Matěj Vlček |  |
| Poznámky: AC Sparta Praha: Heča – Lischka, Čelůstka, Štetina – Hanousek, Krejčí II, Dočkal (C) (90.+2. Souček), Sáček (90.+2. Trávník), Vindheim – Juliš (74. Kozák), Hložek (81. Karabec). Trenér Kotal SK Sigma Olomouc: Mandous – Zmrzlý, Jemelka, Hubník (C), Hála – Greššák (59. Zifčák) – Falta (46. González), Houska, Breite, Zahradníček (84. Látal) – Nešpor (79. Radić). Trenér Minář |                                                                   |        |                                                                        | |  |

| 3 13. září 2020 | MFK Karviná                                    | 2 : 5  | AC Sparta Praha                                                                                   | Městský stadion, Karviná                                                                                 |  |
| 16:30 | Michal Papadopulos 24' David Lischka 28' (vl.) | [ 20 ] | 41' Adam Hložek 45'+2' (pen.) Bořek Dočkal 53' Ladislav Krejčí II 56' Adam Hložek 82' Libor Kozák | Diváci: 2 914 Rozhodčí: Zbyněk Proske AR: Petr Caletka, Radim Dresler VAR: Pavel Julínek AVAR: Jan Paták |  |
| Poznámky: AC Sparta Praha: Heča – Lischka, Čelůstka, Plechatý – Hanousek, Dočkal (C), Krejčí II, Sáček, Vindheim (70. Krejčí I) – Hložek (85. Karlsson), Juliš (76. Kozák). Trenér Kotal MFK Karviná: Bolek (C) – Twardzik, Šindelář, Eduardo Santos – Bartošák (87. Janečka), Qose (62. Mikuš), Jean (87. Jursa), Smrž (71. Hanousek), Ndefe – Papadopulos (87. Tavares Dos Santos), Ostrák. Trenér Jarábek |                                                |        |                                                                                                   | |  |

| 4 20. září 2020 | AC Sparta Praha                                                                                               | 3 : 1  | FC Fastav Zlín | Letná, Praha                                                                                              |  |
| 18:00 | David Lischka 24' Adam Hložek 50' Filip Souček 67' Bořek Dočkal 88' Petr Jiráček 88' (vl.) Lukáš Juliš 90'+3' | [ 21 ] | 3' Lamin Jawo 18' Tomáš Poznar 19' Youba Drame 48' Lamin Jawo 80' Bohumil Páník (mimo hřiště) 87' Václav Procházka | Diváci: 5 469 Rozhodčí: Pavel Rejžek AR: Jakub Hrabovský, Jiří Kříž VAR: Jan Machálek AVAR: Ivo Nádvorník |  |
| Poznámky: AC Sparta Praha: Heča – Lischka, Čelůstka, Plechatý (60. Karlsson) – Hanousek (75. Minčev), Souček (75. Trávník), Dočkal (C) (90.+4. Fortelný), Sáček, Krejčí I – Hložek, Juliš. Trenér Kotal FC Fastav Zlín: Dostál – Procházka, Buchta, Simerský – Čanturišvili, Jiráček (C), Conde, Fantiš – Drame (88. Janetzký), Poznar, Jawo. Trenér Páník | |        | | |  |

| 5 27. září 2020 | 1. FK Příbram                                    | 1 : 3  | AC Sparta Praha                                              | Na Litavce, Příbram                                                                                     |  |
| 18:00 | Stanislav Vávra 28' Dušan Pinc 57' Jan Rezek 86' | [ 22 ] | 24' Lukáš Juliš 45' Ladislav Krejčí I 69' Ladislav Krejčí II | Diváci: 1 800 Rozhodčí: Miroslav Zelinka AR: Jan Paták, Kamil Hájek VAR: Ondřej Lerch AVAR: Matěj Vlček |  |
| Poznámky: AC Sparta Praha: Heča – Hanousek, Čelůstka, Plechatý, Sáček – Krejčí I, Krejčí II, Dočkal (C), Karlsson (62. Polidar) – Juliš (81. Kozák), Hložek (50. Trávník). Trenér Kotal 1. FK Příbram: Kočí – Cmiljanović, Kleščík, Tregler, Nový – Rezek (C), Soldát (85. Budínský) – Vávra (73. Belej), Folprecht, Pilík (73. Boakye) – Pinc (66. Hájek). Trenér Horváth |                                                  |        |                                                              | |  |

| 6 3. října 2020 | AC Sparta Praha                                                          | 2 : 1  | FK Jablonec                                                                          | Letná, Praha                                                                                                |  |
| 19:00 | Lukáš Juliš 30' Adam Hložek 34' Dominik Plechatý 67' Bořek Dočkal 90'+3' | [ 23 ] | 41' David Štěpánek 76' Tomáš Čvančara 79' Tomáš Čvančara 88' Petr Rada (mimo hřiště) | Diváci: 1 931 Rozhodčí: Ondřej Pechanec AR: Jan Paták, Kamil Hájek VAR: Emanuel Marek AVAR: Jakub Hrabovský |  |
| Poznámky: AC Sparta Praha: Heča – Krejčí II, Čelůstka, Plechatý – Hanousek, Trávník (79. Souček), Sáček, Dočkal (C), Krejčí I (87. Polidar) – Hložek, Juliš (56. Kozák). Trenér Kotal FK Jablonec: Hrubý – Podaný (87. Pleštil), Štěpánek, Martinec, Haitl – Hübschman (C) – Pilař (79. Zelený), Považanec, Hrubý (65. Doležal), Ladra – Schranz (65. Čvančara). Trenér Rada |                                                                          |        |                                                                                      | |  |

| 7 8. listopadu 2020 | FC Viktoria Plzeň | 3 : 1  | AC Sparta Praha                                                                                             | Doosan Arena, Plzeň                                                                             |  |
| 18:15 | Pavel Bucha 7' Aleš Čermák 26' Zdeněk Ondrášek 34' Lukáš Hejda 45'+1' Lukáš Kalvach 74' Pavel Bucha 88' Miroslav Káčer 90'+1' | [ 24 ] | 16' Dominik Plechatý 36' Ladislav Krejčí II 57' Michal Sáček 81' Andreas Vindheim 90'+3' Ladislav Krejčí II | Diváci: 0 Rozhodčí: Pavel Franěk AR: Petr Blažej, Jiří Kříž VAR: Ondřej Berka AVAR: Kamil Hájek |  |
| Poznámky: AC Sparta Praha: Niță – Hancko (63. Trávník), Pavelka, Plechatý – Krejčí I (63. Hanousek), Dočkal (C), Sáček (70. Karabec), Krejčí II, Vindheim – Polidar (63. Plavšić), Juliš. Trenér Kotal FC Viktoria Plzeň: Hruška – Limberský, Brabec (C), Hejda, Havel – Kopic (90. Káčer), Čermák (74. Alvir), Kalvach, Bucha, Ba Loua (74. Kayamba) – Ondrášek (78. Beauguel). Trenér Guľa | |        | |                                                                                                 |  |

| 8 22. listopadu 2020 | AC Sparta Praha                                                                         | 2 : 4  | SK Dynamo České Budějovice | Letná, Praha                                                                                       |  |
| 18:30 | David Moberg Karlsson 33' Ladislav Krejčí II 63' David Pavelka 80' David Pavelka 90'+2' | [ 25 ] | 13' Karol Mészáros 43' Benjamin Čolić 51' Patrik Brandner 58' Pavel Novák 64' Petr Javorek 75' Petr Javorek 90' Patrik Brandner 90'+5' Patrik Brandner | Diváci: 0 Rozhodčí: Petr Hocek AR: Petr Caletka, Tomáš Batík VAR: Pavel Rejžek AVAR: Milan Flimmel |  |
| Poznámky: AC Sparta Praha: Heča – Hanousek, Lischka, Plechatý, Vindheim – Krejčí II, Pavelka – Plavšić (65. Minčev), Dočkal (C), Karlsson – Juliš. Trenér Kotal SK Dynamo České Budějovice: Drobný – Skovajsa, Talovierov, Králik, Čolić (46. Novák) – Javorek (90.+1. Havel), Čavoš (C) – Mészáros (73. Mršić), Šulc (87. Valenta), Brandner – van Buren. Trenér Horejš |                                                                                         |        | | |  |

| 9 29. listopadu 2020 | FK Teplice                        | 0 : 1  | AC Sparta Praha                     | Stadion Na Stínadlech, Teplice                                                                        |  |
| 16:00 | Robert Jukl 47' Matěj Radosta 61' | [ 26 ] | 65' Lukáš Juliš 90'+3' Filip Souček | Diváci: 0 Rozhodčí: Pavel Královec AR: Tomáš Mokrusch, Marek Podaný VAR: Ondřej Berka AVAR: Jiří Kříž |  |
| Poznámky: AC Sparta Praha: Niță – Krejčí II, Čelůstka, Plechatý – Hanousek (56. Krejčí I), Dočkal (C), Souček, Trávník, Vindheim (87. Plavšić) – Juliš, Karlsson (70. Minčev). Trenér Kotal FK Teplice: Němeček – Shejbal, Ljevaković (C) (69. Kováč), Mareček (30. Radosta) – Moulis, Jukl, Kučera, Černý – Žitný, Trubač – Mareš. Trenér Hejkal |                                   |        |                                     | |  |

| 10 6. prosince 2020 | AC Sparta Praha                                                           | 0 : 3  | SK Slavia Praha                                                                           | Letná, Praha                                                                                         |  |
| 18:30 | Lukáš Juliš 29' Ladislav Krejčí II 44' David Pavelka 75' Filip Souček 86' | [ 27 ] | 32' Abdallah Sima 40' Abdallah Sima 41' Ondřej Kúdela 53' Ondřej Lingr 87' Ibrahim Traoré | Diváci: 0 Rozhodčí: Miroslav Zelinka AR: Kamil Hájek, Adam Horák VAR: Pavel Franěk AVAR: Petr Blažej |  |
| Poznámky: 297. derby AC Sparta Praha: Niță – Hancko, Čelůstka, Pavelka – Hanousek (46. Karlsson), Krejčí II, Krejčí I (78. Plavšić), Trávník (59. Souček), Vindheim – Dočkal (C) (78. Karabec), Juliš (86. Minčev). Trenér Kotal SK Slavia Praha: Kolář – Bořil (C), Zima, Kúdela, Masopust – Holeš, Ševčík (89. Stanciu) – Olayinka (77. Provod), Lingr (64. Traoré), Sima (89. Tecl) – Kuchta (77. Musa). Trenér Trpišovský |                                                                           |        |                                                                                           | |  |

| 11 13. prosince 2020 | 1. FC Slovácko                                       | 1 : 2  | AC Sparta Praha                                                                | MFS Miroslava Valenty, Uherské Hradiště                                                       |  |
| 16:00 | Václav Jurečka 14' Jan Kliment 37' Jan Kalabiška 71' | [ 28 ] | 16' Lukáš Juliš 50' David Moberg Karlsson 84' David Pavelka 90'+1' Lukáš Juliš | Diváci: 0 Rozhodčí: Jan Machálek AR: Petr Blažej, Jan Hurych VAR: Pavel Orel AVAR: Adam Horák |  |
| Poznámky: AC Sparta Praha: Niță – Hancko, Čelůstka, Pavelka – Krejčí I (90. Hanousek), Souček (60. Sáček), Dočkal (C), Krejčí II, Vindheim – Juliš, Karlsson (80. Plavšić). Trenér Kotal 1. FC Slovácko: Bajza – Kalabiška, Kadlec (C), Hofmann, Reinberk – Sadílek (89. Kubala), Havlík – Navrátil (89. Hellebrand), Jurečka (81. Mareček), Kohút (73. Petržela) – Kliment. Trenér Svědík |                                                      |        |                                                                                |                                                                                               |  |

| 12 16. prosince 2020 | AC Sparta Praha                                                              | 2 : 0  | FK Pardubice                                       | Letná, Praha                                                                                  |  |
| 16:00 | Lukáš Juliš 11' David Pavelka 32' Ondřej Čelůstka 81' Ladislav Krejčí II 86' | [ 29 ] | 25' Cadu 89' Emil Tischler 90'+4' Pieter Langedijk | Diváci: 0 Rozhodčí: Alex Denev AR: Jan Paták, Tomáš Batík VAR: Ondřej Lerch AVAR: Petr Blažej |  |
| Poznámky: AC Sparta Praha: Niță – Hancko, Čelůstka, Pavelka – Krejčí I (64. Hanousek), Dočkal (C) (84. Trávník), Krejčí II, Sáček, Polidar (65. Vindheim) – Plavšić (84. Karlsson), Juliš (84. Minčev). Trenér Kotal FK Pardubice: Boháč – Čelůstka, Toml, Šejvl, Surzyn – Jeřábek (C) (79. Petráň) – Ewerton (79. Pfeifer), Tischler, Solil (88. Lee), Cadu (64. Langedijk) – Huf (88. Sláma). Trenéři Krejčí a Novotný |                                                                              |        |                                                    |                                                                                               |  |

| 13 19. prosince 2020 | SFC Opava | odloženo | AC Sparta Praha | Městský stadion, Opava |  |  |
|                      |           |          |                 |                        |  |  |
|                      |           |          |                 |                        |  |  |

| 14 22. prosince 2020 | AC Sparta Praha                                                                                      | 1 : 1  | FC Slovan Liberec                                                                                                   | Letná, Praha                                                                                           |  |
| 16:00 | Bořek Dočkal 28' Lukáš Juliš 39' Lukáš Juliš 48' Bořek Dočkal 62' Filip Souček 72' David Pavelka 75' | [ 31 ] | 4' Abdalláh Júsuf Hilál 27' Taras Kačaraba 33' (pen.) Kamso Mara 57' Michal Sadílek 57' Pavel Hoftych (mimo hřiště) | Diváci: 0 Rozhodčí: Emanuel Marek AR: Jiří Moláček, Jakub Hrabovský VAR: Alex Denev AVAR: Petr Caletka |  |
| Poznámky: AC Sparta Praha: Niță – Hanousek, Hancko, Čelůstka (7. Polidar), Sáček – Plavšić, Dočkal (C), Pavelka, Souček, Vindheim (66. Karlsson) – Juliš. Trenér Kotal FC Slovan Liberec: Nguyen – Mikula (C), Kačaraba, Jugas, Koscelník – Mosquera, Matoušek (37. Beran, 82. Rondić), Mara, Sadílek, Pešek – Júsuf (54. Rabušic). Trenér Hoftych | |        | | |  |

| 15 17. ledna 2021 | FC Baník Ostrava                 | 0 : 0  | AC Sparta Praha                        | Městský stadion v Ostravě-Vítkovicích, Ostrava                                                          |  |
| 18:30 | Jakub Pokorný 35' Adam Jánoš 87' | [ 32 ] | 30' Ladislav Krejčí I 42' Bořek Dočkal | Diváci: 0 Rozhodčí: Miroslav Zelinka AR: Petr Caletka, Marek Podaný VAR: Jana Adámková AVAR: Adam Horák |  |
| Poznámky: AC Sparta Praha: Niță – Hanousek, Hancko, Vitík, Plechatý – Krejčí I (46. Karabec), Minčev (72. Trávník), Dočkal (C), Sáček, Vindheim – Juliš. Trenér Kotal FC Baník Ostrava: Laštůvka (C) – Fleišman, Stronati, Pokorný, Fillo – Holzer (86. Zajíc), Tetour (89. Ndefe), Kaloč, Jánoš, Azevedo – Kuzmanović (77. Potočný). Trenér Kozel |                                  |        |                                        | |  |

| 13 20. ledna 2021 | SFC Opava                                                    | 0 : 3  | AC Sparta Praha                                                            | Městský stadion Opava, Opava                                                                                    |  |
| 18:00 | Matěj Helešic 43' David Březina 71' Patrik Hellebrand 90'+1' | [ 33 ] | 3' Lukáš Juliš 61' Martin Vitík 73' (vl.) Tomáš Čvančara 90' Srđan Plavšić | Diváci: 0 Rozhodčí: Pavel Julínek AR: Zdeněk Dobrovolný, Jan Dohnálek VAR: Miroslav Zelinka AVAR: Ivo Nádvorník |  |
| Poznámky: AC Sparta Praha: Niță – Hancko, Plechatý, Vitík – Hanousek, Dočkal (C) (78. Souček), Karabec (46. Pavelka), Sáček, Vindheim – Karlsson (64. Plavšić), Juliš (78. Kozák). Trenér Kotal SFC Opava: Fendrich – Žídek (C), Didiba, Březina – Helešic (46. Kania), Hellebrand, Tiehi, Nešický, Mondek (87. Hrabina) – Čvančara (84. Juřena), Holík (84. Dedič). Trenéři Kováč a Skácel |                                                              |        |                                                                            | |  |

| 16 24. ledna 2021 | AC Sparta Praha                                                 | 1 : 0  | FK Mladá Boleslav                       | Letná, Praha                                                                                    |  |
| 18:30 | David Moberg Karlsson 58' Martin Vitík 68' Andreas Vindheim 86' | [ 34 ] | 61' Antonín Křapka 63' Marek Matějovský | Diváci: 0 Rozhodčí: Zbyněk Proske AR: Radek Kotík, Jan Paták VAR: Pavel Orel AVAR: Marek Podaný |  |
| Poznámky: AC Sparta Praha: Niță – Hancko, Čelůstka, Vitík – Hanousek (62. Plavšić), Karabec (62. Dočkal), Pavelka (C), Sáček (62. Souček), Vindheim – Karlsson (79. Minčev), Juliš (85. Kozák). Trenér Kotal FK Mladá Boleslav: Diviš – Preisler (84. Fulnek), Křapka (65. Ja. Klíma), Šimek, Řezník – Ladra, Matějovský (C) (65. Janošek), Budínský (79. Mašek), Pech, Douděra – Ji. Klíma (79. Škoda). Trenér Jarolím |                                                                 |        |                                         |                                                                                                 |  |

| 17 30. ledna 2021 | AC Sparta Praha  | 0 : 1  | Bohemians Praha 1905                                                                           | Letná, Praha                                                                                           |  |
| 18:30 | Dávid Hancko 77' | [ 35 ] | 13' Tomáš Necid 37' Antonín Vaníček 54' Vladislav Ljovin 58' Vladislav Ljovin 89' David Puškáč | Diváci: 0 Rozhodčí: Karel Hrubeš AR: Petr Kotalík, Jiří Pečenka VAR: Ondřej Berka AVAR: Lucie Ratajová |  |
| Poznámky: AC Sparta Praha: Niță – Hancko, Čelůstka, Vitík – Hanousek (46. Krejčí I), Pavelka (C), Karabec (68. Dočkal), Krejčí II, Vindheim (65. Plavšić) – Juliš, Karlsson (68. Kozák). Trenér Kotal Bohemians Praha 1905: Le Giang – Krch (C), Hůlka, Bederka – Vondra, Květ (62. Vodháněl, 90.+3. Kosek), Ljovin, Vaníček (62. Vacek), Dostál – Hronek (81. Jindřišek), Necid (81. Puškáč). Trenér Klusáček |                  |        |                                                                                                | |  |

| 18 7. února 2021 | SK Sigma Olomouc                                                                                                | 2 : 3  | AC Sparta Praha                                                                                                   | Andrův stadion, Olomouc                                                                                 |  |
| 18:30 | Kryštof Daněk 9' Roman Hubník 43' Pablo González 48' Pablo González 64' Pablo González 83' Lukáš Greššák 90'+2' | [ 36 ] | 57' Ladislav Krejčí I 59' Ladislav Krejčí II 67' (pen.) David Moberg Karlsson 90'+3' (pen.) David Moberg Karlsson | Diváci: 0 Rozhodčí: Pavel Franěk AR: Petr Blažej, Radim Dresler VAR: Ondřej Pechanec AVAR: Petr Dorušák |  |
| Poznámky: AC Sparta Praha: Niță – Hancko, Čelůstka, Vitík, Sáček – Pavelka (58. Karabec), Krejčí II – Krejčí I (63. Plavšić), Dočkal (C) (90.+5. Souček), Karlsson – Juliš (63. Kozák). Trenér Vrba SK Sigma Olomouc: Mandous – Vepřek (33. Zmrzlý), Beneš, Hubník (C), Sladký – Breite, Greššák – González, Daněk, Zahradníček (80. Látal) – Chytil (90. Poulolo). Trenér Látal | |        | | |  |

| 19 15. února 2021 | AC Sparta Praha | 4 : 3  | MFK Karviná | Letná, Praha                                                                                              |  |
| 16:00 | David Moberg Karlsson 22' Ladislav Krejčí I 27' Ladislav Krejčí I 30' David Moberg Karlsson 41' Bořek Dočkal 64' David Moberg Karlsson 69' Michal Trávník 72' Florin Niță 90'+2' | [ 37 ] | 7' Michal Papadopulos 15' Rafael Tavares Dos Santos 28' Petr Bolek 32' Christián Herc 34' Eduardo Santos 74' Rajmund Mikuš 83' Michal Papadopulos 89' Christián Herc | Diváci: 0 Rozhodčí: Emanuel Marek AR: Jakub Hrabovský, Tomáš Mokrusch VAR: Jiří Adam AVAR: Ondřej Cieslar |  |
| Poznámky: AC Sparta Praha: Niță – Hancko, Čelůstka, Vitík, Wiesner – Trávník, Souček – Krejčí I (39. Plavšić), Dočkal (C) (88. Hanousek), Karlsson (74. Karabec) – Kozák (74. Juliš). Trenér Vrba MFK Karviná: Bolek – Mazáň, Šindelář, Eduardo Santos, Jursa (74. Haša) – Smrž, Herc – Tavares Dos Santos, Ostrák (82. Hanousek), Čmelík (65. Mikuš) – Papadopulos (C). Trenér Jarábek | |        | | |  |

| 20 20. února 2021 | FC Fastav Zlín | 0 : 3  | AC Sparta Praha | Letná, Zlín                                                                                       |  |
| 16:30 | Lamin Jawo 61' | [ 38 ] | 20' Adam Karabec 28' David Pavelka 36' (pen.) Dávid Hancko 50' Libor Kozák 55' Martin Vitík 60' Libor Kozák 67' Ladislav Krejčí II 83' Ladislav Krejčí I | Diváci: 0 Rozhodčí: Pavel Orel AR: Jiří Kříž, Jakub Šimáček VAR: Emanuel Marek AVAR: Marek Podaný |  |
| Poznámky: AC Sparta Praha: Niță – Hancko, Čelůstka, Vitík, Wiesner – Pavelka (C), Krejčí II – Krejčí I (90. Polidar), Karabec (77. Souček), Plavšić (90. Hanousek) – Kozák (85. Novotný). Trenér Vrba FC Fastav Zlín: Dostál – Matejov (64. Fantiš), Simerský, Buchta, Cedidla – Janošek, Hlinka (46. Dramé), Conde – Janetzký (64. Martínez), Poznar (C) (87. Toutou Mpondo), Jawo. Trenér Páník |                |        | |                                                                                                   |  |

| 21 28. února 2021 | AC Sparta Praha | odloženo | 1. FK Příbram | Letná, Praha |  |  |
|                   |                 |          |               |              |  |  |
|                   |                 |          |               |              |  |  |

| 22 7. března 2021 | FK Jablonec | odloženo | AC Sparta Praha | Stadion Střelnice, Jablonec nad Nisou |  |  |
|                   |             |          |                 |                                       |  |  |
|                   |             |          |                 |                                       |  |  |

| 21 9. března 2021 | AC Sparta Praha | 4 : 0  | 1. FK Příbram                                                               | Letná, Praha                                                                                        |  |
| 18:00 | Ladislav Krejčí II 33' Libor Kozák 43' Ladislav Krejčí II 52' Tomáš Wiesner 65' Ladislav Krejčí I 70' Adam Karabec 83' Martin Vitík 88' Jiří Mezera 90'+2' (vl.) | [ 40 ] | 23' Milan Lalkovič 42' Karel Soldát 44' Radek Voltr 79' Mihailo Cmiljanović | Diváci: 0 Rozhodčí: Pavel Franěk AR: Ivo Nádvorník, Kamil Hájek VAR: Tomáš Klíma AVAR: Jiří Pečenka |  |
| Poznámky: AC Sparta Praha: Niță – Hancko, Čelůstka, Vitík, Wiesner – Krejčí II (86. Sáček), Pavelka – Krejčí I (86. Hanousek), Dočkal (C) (73. Karabec), Plavšić – Kozák (61. Hložek). Trenér Vrba 1. FK Příbram: Šiman – Cmiljanović, Svoboda, Kingue, Mezera – Soldát (87. Januška), Tregler (C) – Antwi (60. Pilík), Lalkovič (60. Rezek), Zorvan – Voltr (81. Vávra). Trenér Horváth | |        |                                                                             | |  |

| 23 13. března 2021 | AC Sparta Praha | odloženo | FC Viktoria Plzeň | Letná, Praha |  |  |
|                    |                 |          |                   |              |  |  |
|                    |                 |          |                   |              |  |  |

| 24 21. března 2021 | SK Dynamo České Budějovice | 0 : 0  | AC Sparta Praha | Střelecký ostrov, České Budějovice                                                                     |  |
| 16:00 | Dame Diop 49'              | [ 42 ] | 45' Florin Niță | Diváci: 0 Rozhodčí: Ondřej Berka AR: Petr Blažej, Milan Flimmel VAR: Ondřej Pechanec AVAR: Kamil Hájek |  |
| Poznámky: AC Sparta Praha: Niță – Hanousek, Hancko, Čelůstk, Wiesner – Hložek, Dočkal (C) (82. Trávník), Krejčí II, Pavelka, Plavšić (70. Karabec) – Kozák (30. Vindheim). Trenér Vrba SK Dynamo České Budějovice: Drobný – Skovajsa, Talovierov, Havel, Novák – Javorek, Čavoš (C) – Mršić (90. Vais), Brandner (90.+2. Valenta), Mészáros (77. Alvir) – Diop. Trenér Horejš |                            |        |                 | |  |

| 25 3. dubna 2021 | AC Sparta Praha | 7 : 2  | FK Teplice                                       | Letná, Praha                                                                                         |  |
| 18:30 | Adam Hložek 3' Ladislav Krejčí II 13' Ladislav Krejčí II 24' Ladislav Krejčí II 29' (pen.) Jan Knapík 53' (vl.) Matěj Polidar 60' Tomáš Wiesner 61' | [ 43 ] | 21' Robert Jukl 28' Robert Jukl 81' Patrik Žitný | Diváci: 0 Rozhodčí: Jan Machálek AR: Adam Horák, Jaroslav Kubr VAR: Tomáš Klíma AVAR: Tomáš Mokrusch |  |
| Poznámky: AC Sparta Praha: Niță – Polidar, Čelůstka (75. Vindheim), Vitík, Sáček – Krejčí II (66. Trávník), Pavelka – Plavšić (61. Karlsson), Dočkal (C) (61. Karabec), Wiesner – Hložek (66. Novotný). Trenér Vrba FK Teplice: Němeček (46. Grigar) – Droehnle, Knapík, Mazuch (38. Gabriel), Hyčka (38. Černý) – Kučera (C) (71. Žitný), Mareček (85. Ljevaković) – Moulis, Jukl, Kodad – Vukadinović. Trenér Kučera | |        |                                                  | |  |

| 26 11. dubna 2021 | SK Slavia Praha                                                                                             | 2 : 0  | AC Sparta Praha                                                                   | Eden, Praha                                                                                        |  |
| 18:30 | Nicolae Stanciu 40' Tomáš Holeš 45' Jan Kuchta 47' Tomáš Holeš 59' Stanislav Tecl 81' Ibrahim Traoré 90'+2' | [ 44 ] | 22' Ladislav Krejčí II 43' Bořek Dočkal 66' Martin Vitík 90'+3' Ladislav Krejčí I | Diváci: 0 Rozhodčí: Pavel Franěk AR: Petr Caletka, Jiří Kříž VAR: Karel Hrubeš AVAR: Ivo Nádvorník |  |
| Poznámky: 298. derby AC Sparta Praha: Niță – Hancko, Čelůstka, Vitík, Sáček – Krejčí II, Pavelka – Plavšić (64. Krejčí I), Dočkal (C) (81. Minčev), Wiesner (53. Karlsson) – Hložek. Trenér Vrba SK Slavia Praha: Kolář – Bořil (C), Zima, Kačaraba, Masopust – Holeš – Lingr (68. Tecl), Provod (89. Traoré), Stanciu (55. Ševčík), Dorley (89. Hromada) – Kuchta (68. Bah). Trenér Trpišovský | |        |                                                                                   | |  |

| 22 14. dubna 2021 | FK Jablonec                           | 1 : 0  | AC Sparta Praha                     | Stadion Střelnice, Jablonec nad Nisou                                                                   |  |
| 18:00 | Miloš Kratochvíl 27' Ivan Schranz 87' | [ 45 ] | 63' Matěj Polidar 80' Srđan Plavšić | Diváci: 0 Rozhodčí: Karel Hrubeš AR: Tomáš Mokrusch, Jakub Hrabovský VAR: Tomáš Klíma AVAR: Petr Blažej |  |
| Poznámky: AC Sparta Praha: Niță – Hancko (26. Polidar), Čelůstka, Vitík, Sáček – Krejčí II, Pavelka – Krejčí I, Dočkal (C) (86. Trávník), Karlsson (58. Plavšić) – Hložek. Trenér Vrba FK Jablonec: Hanuš – Krob, Zelený, Kubista, Štěpánek – Jovović (72. Pleštil), Kratochvíl, Považanec, Pilař (81. Smejkal) – Schranz (90.+3. Chramosta), Doležal (C) (81. Hübschman). Trenér Rada |                                       |        |                                     | |  |

| 27 18. dubna 2021 | AC Sparta Praha                                                             | 1 : 0  | 1. FC Slovácko  | Letná, Praha                                                                                           |  |
| 18:30 | Martin Vitík 68' Tomáš Wiesner 70' Filip Souček 90'+1' Matěj Polidar 90'+1' | [ 46 ] | 53' Jan Kliment | Diváci: 0 Rozhodčí: Pavel Julínek AR: Jan Paták, Marek Podaný VAR: Emanuel Marek AVAR: Jakub Hrabovský |  |
| Poznámky: AC Sparta Praha: Niță – Polidar, Čelůstka (30. Souček), Vitík, Sáček – Krejčí II, Pavelka – Krejčí I (63. Plavšić), Dočkal (C) (85. Karabec), Karlsson (63. Wiesner) – Hložek. Trenér Vrba 1. FC Slovácko: Nemrava – Divíšek (82. Šimko), Kadlec (C), Reinberk – Sadílek, Havlík – Kohút (75. Kubala), Jurečka (71. Tomič), Petržela (82. Rezek) – Kliment. Trenér Svědík |                                                                             |        |                 | |  |

| 28 21. dubna 2021 | FK Pardubice                                | 2 : 2  | AC Sparta Praha                                                             | Ďolíček, Praha |  |
| 17:00 | Ewerton 43' Jan Jeřábek 49' Cadu 75' (pen.) | [ 48 ] | 7' Tomáš Wiesner 37' Filip Souček 44' (pen.) Dávid Hancko 74' Tomáš Wiesner | Diváci: 0 Rozhodčí: Miroslav Zelinka AR: Ivo Nádvorník, Zdeněk Dobrovolný VAR: Jana Adámková AVAR: Jaroslav Poživil |  |
| Poznámky: AC Sparta Praha: Niță – Polidar, Hancko, Vitík, Sáček – Pavelka, Souček (60. Trávník) – Plavšić (86. Karlsson), Dočkal (C) (76. Karabec), Wiesner (76. Krejčí I) – Hložek. Trenér Vrba FK Pardubice: Letáček – Čelůstka (86. Sláma), Toml, Čihák, Cadu – Jeřábek (C) (83. Lee) – Ewerton (62. Kostka), Solil, Hlavatý, Tischler – Černý (62. Huf). Trenéři Krejčí a Novotný |                                             |        |                                                                             | |  |

| 29 25. dubna 2021 | AC Sparta Praha | 4 : 2  | SFC Opava                                                                         | Letná, Praha                                                                                       |  |
| 16:00 | Adam Hložek 16' Srđan Plavšić 26' Adam Hložek 53' Tomáš Wiesner 60' Adam Hložek 74' Bořek Dočkal 87' Florin Niță 88' | [ 49 ] | 11' Aleš Nešický 45'+1' Jan Žídek 61' Jan Žídek 73' Tomáš Smola 82' Matěj Helešic | Diváci: 0 Rozhodčí: Jan Petřík AR: Dan Vodrážka, Michal Novák VAR: Ondřej Berka AVAR: Jiří Pečenka |  |
| Poznámky: AC Sparta Praha: Niță – Hancko, Čelůstka, Vitík, Sáček – Karabec (83. Trávník), Pavelka – Plavšić (78. Minčev), Dočkal (C), Wiesner (66. Karlsson) – Hložek (78. Novotný). Trenér Vrba SFC Opava: Digaňa – Žídek (C), Hnaníček, Didiba, Harazim – Řezníček (72. Helešic), Večerka – Kania (59. Holík), Nešický, Mondek (72. Rataj) – Juřena (59. Smola). Trenéři Kováč a Skácel | |        |                                                                                   | |  |

| 30 2. května 2021 | FC Slovan Liberec                                                                                      | 2 : 2  | AC Sparta Praha                                                               | Stadion U Nisy, Liberec                                                                                   |  |
| 17:00 | Jakub Pešek 30' Jan Mikula 34' Michal Sadílek 40' Jakub Pešek 51' Michael Rabušic 79' Michal Faško 88' | [ 50 ] | 41' Tomáš Wiesner 67' David Moberg Karlsson 68' Adam Hložek 87' David Pavelka | Diváci: 850 Rozhodčí: Pavel Orel AR: Jaroslav Kubr, Vít Melichar VAR: Ondřej Pechanec AVAR: Milan Flimmel |  |
| Poznámky: AC Sparta Praha: Niță – Hancko, Čelůstka, Vitík, Sáček – Karabec (54. Karlsson), Pavelka – Plavšić, Dočkal (C) (88. Trávník), Wiesner (54. Juliš) – Hložek. Trenér Vrba FC Slovan Liberec: Knobloch – Mikula (C), Chaluš, Jugas, Fukala – Karafiát (77. Faško), Sadílek, Mara – Pešek (71. Mosquera), Rondić (77. Rabušic), Koscelník. Trenér Hoftych | |        |                                                                               | |  |

| 31 9. května 2021 | AC Sparta Praha | 3 : 1  | FC Baník Ostrava                                                                                     | Letná, Praha                                                                                                |  |
| 19:30 | Matěj Polidar 30' David Moberg Karlsson 37' Lukáš Juliš 54' Bořek Dočkal 79' Ondřej Čelůstka 83' Adam Hložek 88' David Pavelka 90'+2' | [ 51 ] | 55' Ondřej Šašinka 65' David Buchta 71' Jiří Fleišman 74' Jaroslav Svozil (mimo hřiště) 90' Yira Sor | Diváci: 1 430 Rozhodčí: Ondřej Lerch AR: Radim Dresler, Jakub Šimáček VAR: Jan Machálek AVAR: Milan Flimmel |  |
| Poznámky: AC Sparta Praha: Niță – Polidar, Hancko, Čelůstka, Wiesner – Sáček (82. Hanousek), Pavelka – Hložek, Dočkal (C), Karlsson (82. Minčev) – Juliš (68. Karabec). Trenér Vrba FC Baník Ostrava: Laštůvka (C) – Fleišman, Stronati, Pokorný, Fillo – Kaloč, Jánoš (80. Svozil) – Buchta, Tetour, Azevedo (80. Sor) – Šašinka (58. Zajíc). Trenér Smetana | |        | | |  |

| 23 12. května 2021 | AC Sparta Praha                                             | 3 : 1  | FC Viktoria Plzeň                                                       | Letná, Praha                                                                                          |  |
| 18:00 | Adam Hložek 62' Dávid Hancko 85' (pen.) Adam Karabec 90'+3' | [ 52 ] | 11' Jakub Brabec 27' Ondřej Mihálik 44' Jakub Brabec 67' Miroslav Káčer | Diváci: ... Rozhodčí: Ondřej Pechanec AR: Jiří Kříž, David Hock VAR: Pavel Franěk AVAR: Milan Flimmel |  |
| Poznámky: AC Sparta Praha: Niță – Hanousek (76. Souček), Hancko, Čelůstka, Wiesner – Sáček, Pavelka – Hložek, Dočkal (C), Karlsson (60. Karabec) – Juliš (90. Minčev). Trenér Vrba FC Viktoria Plzeň: Staněk – Brabec (C), Hejda, Kaša – Falta, Kalvach, Čermák (72. Šulc), Káčer (72. Hořava), Havel – Ondrášek, Mihálik (84. Kayamba). Trenér Bílek |                                                             |        |                                                                         | |  |

| 32 16. května 2021 | FK Mladá Boleslav | 4 : 5  | AC Sparta Praha | Lokotrans Aréna, Mladá Boleslav                                                                          |  |
| 17:00 | Michal Škoda 12' Jiří Skalák 22' Michal Škoda 43' Jaromír Zmrhal 48' David Douděra 75' Radim Řezník 75' Jan Šeda 90'+1' Lukáš Budínský 90'+4' | [ 53 ] | 9' Tomáš Wiesner 40' David Moberg Karlsson 54' (pen.) Dávid Hancko 57' Filip Souček 70' Dávid Hancko 75' Matěj Hanousek 90'+1' Matěj Polidar | Diváci: 286 Rozhodčí: Ondřej Ginzel AR: Matěj Vlček, Kamil Hájek VAR: Emanuel Marek AVAR: Tomáš Mokrusch |  |
| Poznámky: AC Sparta Praha: Niță – Hanousek, Hancko, Vitík (46. Souček), Wiesner – Sáček (76. Polidar), Pavelka – Hložek, Dočkal (C), Karlsson (90.+1. Minčev) – Juliš (64. Karabec). Trenér Vrba FK Mladá Boleslav: Šeda – Preisler (80. Malínský), Šimek, Řezník, Douděra – Zmrhal, Matějovský (C), Dancák, Skalák – Ji. Klíma (80. Budínský), Škoda. Trenér Jarolím | |        | | |  |

| 33 23. května 2021 | Bohemians Praha 1905                                                  | 1 : 2  | AC Sparta Praha                                                     | Ďolíček, Praha                                                                                            |  |
| 17:00 | David Puškáč 35' Martin Dostál 53' Tomáš Necid 74' Petr Hronek 90'+1' | [ 54 ] | 1' Lukáš Juliš 61' David Pavelka 64' Tomáš Wiesner 78' Filip Souček | Diváci: 734 Rozhodčí: Ondřej Berka AR: Jakub Hrabovský, Petr Kotalík VAR: Petr Hocek AVAR: Lucie Ratajová |  |
| Poznámky: AC Sparta Praha: Niță – Hanousek, Hancko, Pavelka, Wiesner – Souček, Sáček – Krejčí I (67. Polidar), Dočkal (C), Karlsson (60. Karabec) – Juliš (87. Minčev). Trenér Vrba Bohemians Praha 1905: Le Giang – Krch (C) (86. Osmančík), Köstl, Bederka – Ljovin, Květ (72. Novák) – Vondra (72. Kosek), Hronek, Dostál – Puškáč (65. Keita), Necid. Trenér Klusáček |                                                                       |        |                                                                     | |  |

| 34 29. května 2021 | AC Sparta Praha | 6 : 1  | FC Zbrojovka Brno              | Letná, Praha                                                                                                |  |
| 17:00 | Adam Hložek 9' (pen.) Adam Hložek 14' Adam Hložek 26' Matěj Polidar 30' Adam Hložek 32' Jan Sedlák 42' (vl.) Martin Vitík 76' | [ 55 ] | 5' Jan Hladík 48' David Jambor | Diváci: 2 983 Rozhodčí: Jan Machálek AR: Jaroslav Poživil, Jiří Pečenka VAR: Alex Denev AVAR: Olga Zadinová |  |
| Poznámky: AC Sparta Praha: Heča – Polidar, Čelůstka, Hancko (70. Vitík), Vindheim – Sáček (64. Trávník), Pavelka – Krejčí I (82. Minčev), Dočkal (C), Karlsson (64. Karabec) – Hložek (46. Juliš). Trenér Vrba FC Zbrojovka Brno: Floder – Sedlák (46. Moravec), Dreksa (C), Pernica, Hlavica (46. Endl) – Čermák (46. Jambor) – Reiter (46. Přichystal), Růsek, Pachlopník (70. Fila), Štěpanovský – Hladík. Trenér Dostálek | |        |                                | |  |

## Pohár
| 3. kolo 30. září 2020 | AC Sparta Praha                                                               | 2 : 0  | FK Blansko                                           | Strahov, Praha                                                |  |
| 15:00 | Michal Trávník 37' Libor Kozák 68' David Moberg Karlsson 74' Filip Souček 87' | [ 56 ] | 24' Pavol Ilko 42' Daniel Přerovský 67' David Klusák | Diváci: 0 Rozhodčí: Ondřej Berka AR: Jan Váňa, Lukáš Matoušek |  |
| Poznámky: AC Sparta Praha: Niță – Polidar, Lischka, Plechatý, Sáček – Minčev (73. Plavšić), Karabec (62. Krejčí II), Trávník, Souček, Fortelný (62. Karlsson) – Kozák (C) (84. Juliš). Trenér Kotal FK Blansko: Halouska – Klusák, Štrbák (C), Helebrand, Ilko – Vasiljev, Kopičár (59. Machalík, 81. Šustr), Lahodný, Přerovský – Harba (59. Kania) – Žák (68. Šašinka). Trenér Machala |                                                                               |        |                                                      |                                                               |  |

| Osmifinále 17. března 2021 | AC Sparta Praha                                             | 1 : 0  | FC Baník Ostrava                                                                   | Letná, Praha                                                        |  |
| 16:30 | Srđan Plavšić 69' Dávid Hancko 89' (pen.) Milan Heča 90'+2' | [ 57 ] | 41' Jiří Fleišman 56' Ondřej Smetana (mimo hřiště) 63' Filip Kaloč 88' Filip Kaloč | Diváci: 0 Rozhodčí: Pavel Julínek AR: Jakub Hrabovský, Marek Podaný |  |
| Poznámky: AC Sparta Praha: Heča – Hanousek, Hancko, Čelůstka, Wiesner – Krejčí II, Pavelka (87. Trávník) – Plavšić, Dočkal (C) (75. Karabec), Hložek – Kozák (66. Sáček). Trenér Vrba FC Baník Ostrava: Laštůvka (C) – Fleišman, Stronati, Svozil, Sanneh (84. Juroška) – Jánoš, Tetour – Azevedo (78. Holzer), Kaloč, Ndefe – Zajíc (66. Šašinka). Trenér Smetana |                                                             |        |                                                                                    |                                                                     |  |

| Čtvrtfinále 7. dubna 2021 | AC Sparta Praha                                                                               | 4 : 1  | FK Jablonec                                              | Letná, Praha                                                     |  |
| 15:30 | Ladislav Krejčí II 49' Ladislav Krejčí II 69' Ladislav Krejčí I 81' David Moberg Karlsson 84' | [ 58 ] | 35' Dominik Pleštil 45'+1' Jakub Podaný 47' Ivan Schranz | Diváci: 0 Rozhodčí: Zbyněk Proske AR: Radek Kotík, Radim Dresler |  |
| Poznámky: AC Sparta Praha: Heča – Polidar, Čelůstka, Vitík, Sáček – Krejčí II, Pavelka – Plavšić (71. Krejčí I), Dočkal (C) (84. Souček), Wiesner (63. Karlsson) – Hložek (84. Minčev). Trenér Vrba FK Jablonec: V. Hrubý – Krob, Zelený, Kubista, Haitl (24. Podaný) – Jovović (46. Smejkal), Kratochvíl (77. Hübschman), Považanec, Pleštil (77. Chramosta) – Schranz, Doležal (C) (66. R. Hrubý). Trenér Rada |                                                                                               |        |                                                          |                                                                  |  |

| Semifinále 5. května 2021 | AC Sparta Praha                                       | 0 : 3  | SK Slavia Praha                                               | Letná, Praha                                                                                                 |  |
| 17:30 | Martin Vitík 35' David Pavelka 72' Michal Trávník 77' | [ 59 ] | 25' Jan Kuchta 30' Tomáš Holeš 39' Tomáš Holeš 53' Jan Kuchta | Diváci: 1 420 Rozhodčí: Zbyněk Proske AR: Ivo Nádvorník, Kamil Hájek VAR: Ondřej Ginzel AVAR: Tomáš Mokrusch |  |
| Poznámky: 299. derby AC Sparta Praha: Heča – Hancko, Čelůstka, Vitík, Wiesner – Pavelka (C), Sáček (64. Trávník) – Plavšić (64. Minčev), Hložek, Karlsson (54. Karabec) – Juliš (78. Novotný). Trenér Vrba SK Slavia Praha: Kolář – Bořil (C), Deli, Kúdela, Masopust – Ševčík (56. Provod), Holeš – Dorley (56. Olayinka), Stanciu (81. Traoré), Bah (86. Lingr) – Kuchta (56. van Buren). Trenér Trpišovský |                                                       |        |                                                               | |  |

## Evropská liga
Skupina H
| 1 22. října 2020 | AC Sparta Praha                                                                          | 1 : 4  | Lille OSC | Letná, Praha                                                   |  |
| 21:00 | Ladislav Krejčí II 23' Bořek Dočkal 47' Milan Heča 53' Michal Sáček 55' Bořek Dočkal 64' | [ 60 ] | 31' Sven Botman 45'+1' Yusuf Yazıcı 45'+3' Domagoj Bradarić 53' Renato Sanches (mimo hřiště) 60' Yusuf Yazıcı 66' Jonathan Ikoné 74' Jonathan Bamba 75' Yusuf Yazıcı | Diváci: 0 Rozhodčí: Duje Strukan AR: Goran Perica, Alen Jakšić |  |
| Poznámky: AC Sparta Praha: Heča – Hanousek (90.+1. Minčev), Lischka, Krejčí II, Sáček (90.+1. Vitík) – Karlsson (74. Polidar), Dočkal (C), Trávník (78. Karabec), Pavelka, Vindheim – Juliš (46. Hložek). Trenér Kotal Lille OSC: Maignan – Bradarić (63. Mandava), Botman (78. Soumaoro), Fonte (C), Pied – Bamba (78. Luiz Araújo), Soumaré, Xeka, Ikoné – Yazıcı (80. Weah) – David (63. Yılmaz). Trenér Galtier |                                                                                          |        | |                                                                |  |

| 2 29. října 2020 | AC Milán                                                               | 3 : 0  | AC Sparta Praha                                      | San Siro, Milán                                               |  |
| 18:55 | Brahim Díaz 24' Zlatan Ibrahimović 36' Rafael Leão 57' Diogo Dalot 67' | [ 61 ] | 28' Bořek Dočkal 36' David Lischka 52' David Pavelka | Diváci: 0 Rozhodčí: Halis Özkahya AR: Kerem Ersoy, Çem Satman |  |
| Poznámky: AC Sparta Praha: Heča – Hanousek, Lischka (80. Plechatý), Čelůstka, Sáček – Krejčí I (63. Karlsson), Pavelka, Trávník (80. Karabec), Dočkal (C) (90. Patrák), Vindheim – Juliš (63. Kozák). Trenér Kotal AC Milán: Tătărușanu – Dalot, Romagnoli (C) (80. Duarte), Kjær, Calabria (68. Conti) – Krunić (88. Maldini), Tonali, Díaz, Bennacer (80. Kessié), Castillejo – Ibrahimović (46. Leão). Trenér Pioli |                                                                        |        |                                                      |                                                               |  |

| 3 5. listopadu 2020 | Celtic FC                             | 1 : 4  | AC Sparta Praha | Celtic Park, Glasgow                                                         |  |
| 21:00 | Leigh Griffiths 65' Ryan Christie 75' | [ 62 ] | 26' Lukáš Juliš 45' Lukáš Juliš 51' David Pavelka 71' Michal Sáček 77' Lukáš Juliš 90' Ladislav Krejčí I 90'+2' Ladislav Krejčí I | Diváci: 0 Rozhodčí: István Kovács AR: Vasile Florin Marinescu, Ovidiu Artene |  |
| Poznámky: AC Sparta Praha: Niță – Hancko (73. Lischka), Plechatý, Pavelka (C), Vindheim – Krejčí II, Sáček (88. Dočkal) – Karlsson (88. Plavšić), Karabec (73. Trávník), Polidar (79. Krejčí I) – Juliš. Trenér Kotal Celtic FC: Bain – Laxalt (80. Ntcham), Bitton, Duffy, Frimpong – McGregor, Brown (C) (59. Abd Elhamed) – Elyounoussi (59. Griffiths), Rogic, Christie – Edouard (80. Ajeti). Trenér Lennon |                                       |        | |                                                                              |  |

| 4 26. listopadu 2020 | AC Sparta Praha | 4 : 1  | Celtic FC           | Letná, Praha                                                       |  |
| 18:55 | Dávid Hancko 26' Andreas Vindheim 29' Lukáš Juliš 38' Ladislav Krejčí II 57' Lukáš Juliš 80' Filip Souček 89' Srđan Plavšić 90'+4' | [ 63 ] | 15' Odsonne Edouard | Diváci: 0 Rozhodčí: Tobias Stieler AR: Mike Pickel, Dominik Schaal |  |
| Poznámky: AC Sparta Praha: Niță – Hancko (67. Souček), Pavelka, Plechatý – Hanousek, Krejčí II, Dočkal (C), Trávník (76. Krejčí I), Vindheim – Karlsson (86. Plavšić), Juliš (86. Minčev). Trenér Kotal Celtic FC: Bain – Laxalt, Ajer, Jullien, Abd Elhamed – McGregor, Brown (C) (66. Rogic) – Elyounoussi, Ntcham, Christie – Edouard (82. Klimala). Trenér Lennon | |        |                     |                                                                    |  |

| 5 3. prosince 2020 | Lille OSC                                                                                 | 2 : 1  | AC Sparta Praha | Stade Pierre-Mauroy, Villeneuve-d'Ascq                                                     |  |
| 18:55 | Domagoj Bradarić 50' Benjamin Andre 57' Burak Yılmaz 80' Burak Yılmaz 84' Sven Botman 89' | [ 64 ] | 51' Bořek Dočkal 55' Ladislav Krejčí I 62' Ondřej Čelůstka 65' Ondřej Čelůstka 71' Ladislav Krejčí II 86' Ladislav Krejčí II | Diváci: 0 Rozhodčí: Xavier Estrada Fernandez AR: Teodoro Sobrino, Guadalupe Porras Ayusová |  |
| Poznámky: AC Sparta Praha: Niță – Krejčí II, Čelůstka, Plechatý – Krejčí I (89. Minčev), Souček (81. Trávník), Pavelka, Dočkal (C) (89. Karabec), Vindheim – Karlsson (46. Plavšić), Juliš (81. Hanousek). Trenér Kotal Lille OSC: Maignan – Bradarić (85. Mandava), Botman, Fonte (C), Djalo (77. Weah) – Bamba, Andre (85. Soumare), Xeka, Luiz Araújo (68. Ikoné) – Yazıcı (77. Yılmaz). Trenér Galtier |                                                                                           |        | |                                                                                            |  |

| 6 10. prosince 2020 | AC Sparta Praha                                                        | 0 : 1  | AC Milán                                                                     | Letná, Praha                                                     |  |
| 21:00 | Michal Sáček 15' Matěj Polidar 45' Dominik Plechatý 77' Milan Heča 77' | [ 65 ] | 23' Jens Petter Hauge 35' Rade Krunić 49' Daniel Maldini 85' Samu Castillejo | Diváci: 0 Rozhodčí: Daniel Siebert AR: Jan Seidel, Rafael Foltyn |  |
| Poznámky: AC Sparta Praha: Heča (C) – Lischka, Plechatý, Vitík – Polidar, Karabec (45. Krejčí II), Souček, Sáček (82. Krejčí I), Wiesner – Plavšić (65. Karlsson), Minčev (65. Juliš). Trenér Kotal AC Milán: Tătărușanu – Conti (C), Kalulu, Duarte, Dalot – Krunić, Tonali, Maldini (78. Kessié) – Hauge (90. Díaz), Colombo (67. Leão), Castillejo. Trenér Pioli |                                                                        |        |                                                                              |                                                                  |  |

| Poř. | Tým             | Z | V | R | P | VG | OG | B  |
| ---- | --------------- | - | - | - | - | -- | -- | -- |
| 1.   | AC Milán        | 6 | 4 | 1 | 1 | 12 | 7  | 13 |
| 2.   | Lille OSC       | 6 | 3 | 2 | 1 | 14 | 8  | 11 |
| 3.   | AC Sparta Praha | 6 | 2 | 0 | 4 | 10 | 12 | 6  |
| 4.   | Celtic FC       | 6 | 1 | 1 | 4 | 10 | 19 | 4  |

## Statistiky

### Góly
| Gól | Hráč                   | Liga | P | EL |
| --- | ---------------------- | ---- | - | -- |
| 17  | Lukáš Juliš            | 12   | 0 | 5  |
| 15  | Adam Hložek            | 15   | 0 | 0  |
| 12  | David Moberg Karlsson  | 10   | 2 | 0  |
| 11  | Ladislav Krejčí (1999) | 8    | 2 | 1  |
| 7   | Dávid Hancko           | 5    | 1 | 1  |
| 5   | Bořek Dočkal           | 4    | 0 | 1  |
| 5   | Ladislav Krejčí (1992) | 3    | 1 | 1  |
| 4   | Libor Kozák            | 4    | 0 | 0  |
| 4   | Tomáš Wiesner          | 4    | 0 | 0  |
| 3   | Adam Karabec           | 3    | 0 | 0  |
| 3   | Matěj Polidar          | 3    | 0 | 0  |
| 3   | Srđan Plavšić          | 2    | 0 | 1  |
| 2   | David Pavelka          | 2    | 0 | 0  |
| 1   | Ondřej Čelůstka        | 1    | 0 | 0  |
| 1   | Andreas Vindheim       | 1    | 0 | 0  |
| 1   | Filip Souček           | 0    | 1 | 0  |

### Asistence
| A  | Hráč                   | Liga | P | EL |
| -- | ---------------------- | ---- | - | -- |
| 15 | Bořek Dočkal           | 10   | 2 | 3  |
| 8  | Adam Hložek            | 7    | 0 | 1  |
| 7  | David Moberg Karlsson  | 5    | 0 | 2  |
| 6  | Michal Sáček           | 6    | 0 | 0  |
| 5  | Ladislav Krejčí (1992) | 5    | 0 | 0  |
| 5  | Srđan Plavšić          | 4    | 0 | 1  |
| 3  | Andreas Vindheim       | 3    | 0 | 0  |
| 3  | Tomáš Wiesner          | 3    | 0 | 0  |
| 3  | Dávid Hancko           | 2    | 0 | 1  |
| 2  | David Lischka          | 2    | 0 | 0  |
| 2  | Filip Souček           | 2    | 0 | 0  |
| 2  | Adam Karabec           | 1    | 0 | 1  |
| 2  | David Pavelka          | 1    | 0 | 1  |
| 1  | Ondřej Čelůstka        | 1    | 0 | 0  |
| 1  | Lukáš Juliš            | 1    | 0 | 0  |
| 1  | Lukáš Štetina          | 1    | 0 | 0  |
| 1  | Michal Trávník         | 1    | 0 | 0  |
| 1  | Andreas Vindheim       | 1    | 0 | 0  |
| 1  | Martin Vitík           | 1    | 0 | 0  |
| 1  | Ladislav Krejčí (1999) | 0    | 1 | 0  |

### Žluté karty
|    | Hráč                   | Liga | P | EL |
| -- | ---------------------- | ---- | - | -- |
| 11 | David Pavelka          | 8    | 1 | 2  |
| 9  | Filip Souček           | 8    | 0 | 1  |
| 9  | Ladislav Krejčí (1999) | 7    | 0 | 2  |
| 9  | Bořek Dočkal           | 6    | 0 | 3  |
| 8  | Martin Vitík           | 7    | 1 | 0  |
| 7  | Ladislav Krejčí (1992) | 5    | 0 | 2  |
| 5  | Tomáš Wiesner          | 5    | 0 | 0  |
| 5  | Michal Sáček           | 2    | 0 | 3  |
| 4  | Matěj Polidar          | 3    | 0 | 1  |
| 4  | Ondřej Čelůstka        | 2    | 0 | 2  |
| 3  | Milan Heča             | 0    | 1 | 2  |
| 3  | Lukáš Juliš            | 3    | 0 | 0  |
| 3  | Florin Niță            | 3    | 0 | 0  |
| 2  | Dominik Plechatý       | 2    | 0 | 0  |
| 2  | Lukáš Štetina          | 2    | 0 | 0  |
| 2  | Srđan Plavšić          | 1    | 1 | 0  |
| 2  | David Lischka          | 1    | 0 | 1  |
| 2  | Andreas Vindheim       | 1    | 0 | 1  |
| 2  | Michal Trávník         | 0    | 2 | 0  |
| 1  | Dávid Hancko           | 1    | 0 | 0  |
| 1  | Matěj Hanousek         | 1    | 0 | 0  |
| 1  | Libor Kozák            | 1    | 0 | 0  |
| 1  | David Moberg Karlsson  | 1    | 0 | 0  |

### Červené karty
| Vyloučení | Hráč                   | Liga | P | EL |
| --------- | ---------------------- | ---- | - | -- |
| 2         | Ladislav Krejčí (1999) | 1    | 0 | 1  |
| 1         | David Pavelka          | 1    | 0 | 0  |
| 1         | Michal Trávník         | 1    | 0 | 0  |
| 1         | Ondřej Čelůstka        | 0    | 0 | 1  |
| 1         | Dominik Plechatý       | 0    | 0 | 1  |

## Cena kabiny
Po konci sezony sparťané hlasovali pro nejlepšího hráče sezony, každý měl jeden hlas. Hráčem sezony byl vybrán Ladislav Krejčí (1999).
| #  | Hráč                   | Hlasující |
| -- | ---------------------- | --- |
| 14 | Ladislav Krejčí (1999) | Dočkal, Heča, Trávník, Hanousek, Karabec, Kozák, Vitík, Souček, Polidar, Hložek, Hancko, Plechatý, Wiesner, Kotek |
| 7  | Adam Hložek            | Pavelka, Krejčí (1992), Lischka, Juliš, Novotný, Krejčí (1999), Plavšić                                           |
| 2  | Florin Niță            | Karlsson, Vindheim                                                                                                |
| 2  | David Moberg Karlsson  | Niță, Minčev |
| 1  | Dávid Hancko           | Štetina |
| 1  | David Pavelka          | Čelůstka |

## Přátelská utkání
| 1. srpna 2020 | AC Sparta Praha | 5 : 0 | FC MAS Táborsko | Strahov, Praha |  |  |
|               |                 |       |                 |                |  |  |
|               |                 |       |                 |                |  |  |

| 6. srpna 2020 | AC Sparta Praha | 3 : 1 | ND Gorica | Bled (Slovinsko) |  |  |
|               |                 |       |           |                  |  |  |
|               |                 |       |           |                  |  |  |

| 12. srpna 2020 | AC Sparta Praha | 4 : 0 | SV Horn | Bad Kleinkirchheim (Rakousko) |  |  |
|                |                 |       |         |                               |  |  |
|                |                 |       |         |                               |  |  |

| 12. srpna 2020 | AC Sparta Praha | 2 : 2 | Wolfsberger AC | Velden am Wörther See (Rakousko) |  |  |
|                |                 |       |                |                                  |  |  |
|                |                 |       |                |                                  |  |  |

| 3. září 2020 | AC Sparta Praha | 1 : 2 | Bohemians Praha 1905 | Letná, Praha |  |  |
|              |                 |       |                      |              |  |  |
|              |                 |       |                      |              |  |  |

| 9. září 2020 | AC Sparta Praha | 1 : 3 | FK Viktoria Žižkov | Strahov, Praha |  |  |
|              |                 |       |                    |                |  |  |
|              |                 |       |                    |                |  |  |

| 6. ledna 2021 | AC Sparta Praha | 6 : 0 | MFK Chrudim | Strahov, Praha |  |  |
|               |                 |       |             |                |  |  |
|               |                 |       |             |                |  |  |

| 6. ledna 2021 | AC Sparta Praha | 2 : 0 | MFK Chrudim | Strahov, Praha |  |  |
|               |                 |       |             |                |  |  |
|               |                 |       |             |                |  |  |

| 10. ledna 2021 | AC Sparta Praha | 0 : 1 | SK Dynamo České Budějovice | Strahov, Praha |  |  |
|                |                 |       |                            |                |  |  |
|                |                 |       |                            |                |  |  |

| 26. března 2021 | AC Sparta Praha | 3 : 1 | FK Viktoria Žižkov | Strahov, Praha |  |  |
|                 |                 |       |                    |                |  |  |
|                 |                 |       |                    |                |  |  |

## Organizační struktura

### Představenstvo klubu
- předseda – Daniel Křetínský
- místopředseda – František Čupr
- místopředseda – Dušan Svoboda
- člen – Martina Králová (do 1. 11. 2020), Tomáš Křivda (od 1. 11. 2020)[76]
- člen – Michal Viktorin
- člen – Petr Hrdlička

### Výkonné vedení klubu
- generální ředitel – František Čupr
- sportovní ředitel – Tomáš Rosický
- finanční ředitel – Jakub Urbaník
- ředitel komerčního úseku – Martina Králová (do 1. 11. 2020), Tomáš Křivda (od 1. 11. 2020)[76]
- generální sekretář – Dušan Žovinec
- vedoucí úseku žen – Dušan Žovinec (do 31. 12. 2020), Hana Výmolová (od 1. 1. 2021)[77]
- ředitel úseku mládeže – Jaroslav Hřebík
- ředitel komunikace – Ondřej Kasík

### Zástupci klubu
- sportovní manažer – Josef Krula
- administrátor sportovního úseku – Martina Pavlová
- administrátor přestupů – Jan Frantl
- hlavní účetní – Eva Glaserová
- ředitel marketingové komunikace – Kamil Veselý
- právník – Marek Šmejkal, Daniel Košťál
- ředitel obchodu a péče o sponzory – Marcela Bednarčíková
- manažer stadionu – Antonín Kříž
- ředitel TC Strahov – Oldřich Rott
- vedoucí klubové akademie – Miroslav Krieg
- manažer komunitních projektů – Irena Smetanová
- IT manažer – Zdeněk Šofr